# Церковь Святого Георгия (Каир)
Церковь и монастырь Святого Георгия (греч. Εκκλησία Αγίου Γεωργίου, араб. كنيسة القديس جورج‎) — монастырский комплекс Александрийской православной церкви в Коптском Каире (часть Старого Каира), ведёт свою историю с 1165 года.
На территории мужского монастыря находится храм Святого Георгия и резиденция патриарха Александрийского. Рядом расположен также женский монастырь Святого Георгия, принадлежащий Коптской православной церкви.

## История
К началу XX века греки в большом количестве уже покинули Египет. В 1904 году пожар серьёзно повредил комплекс. Храм был восстановлен, но бо́льшая часть монахов покинула монастырь. Здание было полностью восстановлено в 1909 году.
Комплекс расположен на месте старого форта Траяна. Рядом с церковью расположено здание, где находится музей православной Александрийской патриархии, в котором собрана коллекция икон и церковной утвари. В самой церкви в центре расположен ниломер. Под церковью, на первом этаже бастиона, расположены часовни и усыпальница патриархов Александрийских, но посторонним в эти помещения вход закрыт. Хотя церковь Святого Георгия греческая, её купол венчает коптский крест.
К храму пристроена часовня. Считается, что она построена на месте грота, где скрывалось Святое Семейство во время Бегства в Египет. На территории комплекса есть кладбище с греческими и коптскими участками, посреди которого построена церковь Успения Пресвятой Богородицы, которая используется лишь для отпеваний.
Коптский женский монастырь впервые упоминается в X веке, первые же записи о греческом монастыре датированы XV веком. В 1550-х годах русский путешественник Василий Позняков описывал монастырь и храм: «А в Старом Египте большая церковь святой страстотерпец Георгий, монастырь девичий; а в церкви на левой стране написан образ Георгий страстотерпец, за решёткой медяной. Много же чудес и исцеления бывают от того образа».
12 апреля 2010 года патриарх Александрийский и всей Африки Феодор II и патриарх Московский и всея Руси Кирилл прибыли в Каир, где посетили монастырь Святого Георгия, после чего провели совместную службу в храме.